# 별세계
별세계(別世界, otherworld)란 우리가 사는 이 세상이 아닌 다른 세상이다.
많은 경우 죽으면 가는 내세, 즉 저승으로서 별세계가 존재하며, 이런 유형의 별세계는 전세계적으로 발견된다. 이와 별개로 산 자도 오갈 수 있지만 평범한 방법으로는 오갈 수 없는 공간으로서의 별세계도 있다(대표적 사례: 켈트 신화의 별세계). 세계와 세계 사이는 보통 거대한 나무, 기둥, 물(강이나 바다), 밧줄, 산맥 등으로 경계지워지며, 영적 존재는 그 경계를 가로질러 왕래할 수 있다고 여겨졌다.:439
비교신화학적으로는 인도유럽어족 계열 신화와 종교에서 별세계가 특히 많이 나타난다.

## 별세계의 사례
인도유럽족 신화
- 게르만 신화: 알프헤임, 아스가르드, 바나헤임, 니플헤임, 무스펠스헤임 등 미드가르드(중간계) 이외의 세계들
- 그리스 신화: 올림포스산, 하데스, 타르타로스, 마카론 네소이 등.
- 슬라브 신화: 비라지
- 켈트 신화: 티르 너 노그, 마그 멜, 테크 두인, 아눈, 아발론 등 켈트의 별세계
- 페르시아 신화: 친바트 너머의 저세상